# مروان چلیک
مروان چلیک (انگلیسی: Mervan Çelik؛ زادهٔ ۲۶ مهٔ ۱۹۹۰) بازیکن فوتبال اهل سوئد است.
از باشگاه‌هایی که در آن بازی کرده‌است می‌توان به باشگاه فوتبال هکن، باشگاه فوتبال دلفینو پسکارا، باشگاه ورزشی گایس، باشگاه فوتبال رنجرز، باشگاه فوتبال بلدیه‌اسپور آق‌حصار، و باشگاه ورزشی گنچلربیرلیغی اشاره کرد.
وی همچنین در تیم‌های ملی فوتبال زیر ۱۹ سال و زیر ۲۱ سال سوئد بازی کرده‌است.